# Gaultheria trigonoclada
Gaultheria trigonoclada är en ljungväxtart som beskrevs av Rhui Cheng Fang. Gaultheria trigonoclada ingår i släktet Gaultheria och familjen ljungväxter. Inga underarter finns listade i Catalogue of Life.